# Oneida Community

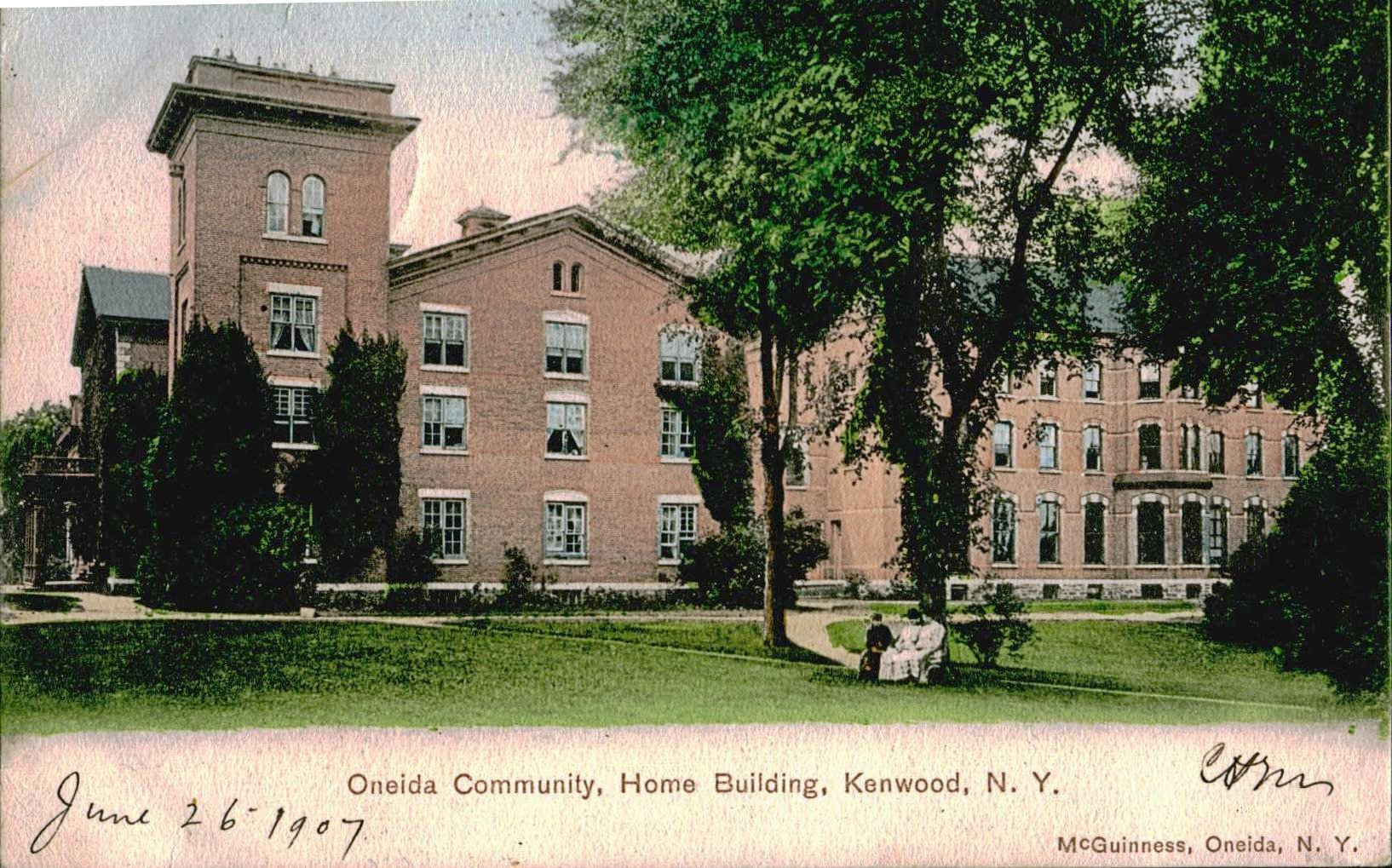
Anwesen der Oneida-Gemeinde: Oneida Community Mansion

Die Oneida Community war eine sozialutopische, religiöse Gemeinschaft in Madison County, New York. Sie wurde 1848 von John Humphrey Noyes gegründet und wurde 1881 endgültig aufgelöst. Der Schriftsteller Aldous Huxley, selber Anhänger von Noyes, schilderte die Oneida-Gemeinde wie folgt:

„Die Oneida-Gemeinde bestand dreißig Jahre lang, und nach allem, was man hört, waren ihre Mitglieder vorbildliche Bürger, ungewöhnlich glücklich und wesentlich weniger neurotisch als das Gros ihrer viktorianischen Zeitgenossen. Den Frauen von Oneida war das erspart geblieben, was eine von Noyes’ Briefpartnerinnen beschrieb als ‚die Erbärmlichkeit des Ehelebens, wie es allgemein in der Welt im Schwange ist‘. Die Männer sahen ihre Selbstverleugnung durch eine physische und spirituelle Erfahrung belohnt, die tiefer und kostbarer war als die der zügellosen Sexualität.“

Das Oneida Community Mansion House ist bis heute erhalten und wurde 1965 zu einer National Historic Landmark erklärt. Es wird heute als Museum genutzt.